# ATP Challenger Tour 2017
In der folgenden Tabelle werden die Turniere der professionellen Herrentennis-Saison 2017 der ATP Challenger Tour dargestellt. Sie besteht aus 155 Turnieren mit einem Preisgeld zwischen 50.000 und 150.000 US-Dollar. Es ist die 41. Ausgabe des Challenger-Turnierzyklus und die neunte unter dem Namen ATP Challenger Tour.

## Turnierplan

### Januar
| Datum1 | Ort          | Turnier                                  | Preisgeld2   | Belag3        | Sieger Einzel     | Sieger Doppel                              |
| ------ | ------------ | ---------------------------------------- | ------------ | ------------- | ----------------- | ------------------------------------------ |
| 02.01. | Nouméa       | Challenger BNP Paribas Nouméa            | $ 075.000 +H | Hartplatz     | Adrian Mannarino  | Quentin Halys Tristan Lamasine             |
| 02.01. | Bangkok      | Wind Energy Holding Bangkok Open I       | $ 050.000 +H | Hartplatz     | Janko Tipsarević  | Grégoire Barrère Jonathan Eysseric         |
| 02.01. | Happy Valley | City of Onkaparinga Tennis Challenger    | $ 075.000    | Hartplatz     | Peter Gojowczyk   | Hans Podlipnik-Castillo Max Schnur         |
| 09.01. | Bangkok      | Wind Energy Holding Bangkok Open II      | $ 050.000 +H | Hartplatz     | Janko Tipsarević  | Sanchai Ratiwatana Sonchat Ratiwatana      |
| 09.01. | Canberra     | East Hotel Canberra Challenger           | $ 075.000    | Hartplatz     | Dudi Sela         | Andre Begemann Jan-Lennard Struff          |
| 17.01. | Koblenz      | Koblenz Open                             | € 043.000 +H | Hartplatz (i) | Ruben Bemelmans   | Hans Podlipnik-Castillo Andrej Wassileuski |
| 24.01. | Rennes       | Open de Rennes                           | € 085.000 +H | Hartplatz (i) | Uladsimir Ihnazik | Jewgeni Donskoi Michail Jelgin             |
| 24.01. | Maui         | Sportmaster Tennis Championships of Maui | $ 075.000    | Hartplatz     | Chung Hyeon       | Austin Krajicek Jackson Withrow            |
| 30.01. | Dallas       | RBC Tennis Championships of Dallas       | $ 125.000    | Hartplatz (i) | Ryan Harrison     | David O’Hare Joe Salisbury                 |
| 30.01. | Burnie       | Caterpillar Burnie International         | $ 075.000    | Hartplatz     | Omar Jasika       | Brydan Klein Dane Propoggia                |
| 30.01. | Quimper      | Open BNP Paribas Banque de Bretagne      | € 043.000 +H | Hartplatz (i) | Adrian Mannarino  | Michail Jelgin Igor Zelenay                |

### Februar
| Datum  | Ort                 | Turnier                                                | Preisgeld    | Belag         | Sieger Einzel     | Sieger Doppel                         |
| ------ | ------------------- | ------------------------------------------------------ | ------------ | ------------- | ----------------- | ------------------------------------- |
| 06.02. | San Francisco       | Kunal Patel San Francisco Open                         | $ 100.000    | Hartplatz (i) | Zhang Ze          | Matt Reid John-Patrick Smith          |
| 06.02. | Budapest            | Hungarian Challenger Open                              | € 064.000    | Hartplatz (i) | Jürgen Melzer     | Dino Marcan Sam Weissborn             |
| 06.02. | Launceston          | Neville Smith Forest Products Launceston International | $ 075.000    | Hartplatz     | Noah Rubin        | Bradley Mousley Luke Saville          |
| 13.02. | Tempe               | Tempe Challenger                                       | $ 075.000    | Hartplatz     | Tennys Sandgren   | Walter Trusendi Matteo Viola          |
| 13.02. | Cherbourg-Octeville | Challenger La Manche – Cherbourg                       | € 043.000 +H | Hartplatz (i) | Mathias Bourgue   | Roman Jebavý Igor Zelenay             |
| 20.02. | Bergamo             | Internazionali di Tennis Trofeo Faip–Perrel            | € 064.000 +H | Hartplatz (i) | Jerzy Janowicz    | Julian Knowle Adil Shamasdin          |
| 20.02. | Kyōto               | Shimadzu All Japan Indoor Tennis Championships         | $ 050.000 +H | Hartplatz (i) | Yasutaka Uchiyama | Sanchai Ratiwatana Sonchat Ratiwatana |
| 20.02. | Morelos             | Morelos Open                                           | $ 050.000 +H | Hartplatz     | Alexander Bublik  | Austin Krajicek Jackson Withrow       |
| 27.02. | Breslau             | Wrocław Open                                           | € 085.000 +H | Hartplatz (i) | Jürgen Melzer     | Adil Shamasdin Andrej Wassileuski     |
| 27.02. | Yokohama            | Keio Challenger International Tennis Tournament        | $ 050.000 +H | Hartplatz     | Yūichi Sugita     | Marin Draganja Tomislav Draganja      |

### März
| Datum  | Ort               | Turnier                                   | Preisgeld    | Belag         | Sieger Einzel          | Sieger Doppel                         |
| ------ | ----------------- | ----------------------------------------- | ------------ | ------------- | ---------------------- | ------------------------------------- |
| 06.03. | Santiago de Chile | Challenger Cachantún Open                 | $ 050.000 +H | Sand          | Rogério Dutra da Silva | Tomás Barrios Vera Nicolás Jarry      |
| 06.03. | Zhuhai            | Zhuhai Open                               | $ 050.000 +H | Hartplatz     | Jewgeni Donskoi        | Gong Maoxin Zhang Ze                  |
| 13.03. | Irving            | BMW of Dallas Irving Tennis Classic       | $ 150.000 +H | Hartplatz     | Aljaž Bedene           | Marcus Daniell Marcelo Demoliner      |
| 13.03. | Shenzhen          | Pingshan Open                             | $ 075.000 +H | Hartplatz     | Yūichi Sugita          | Sanchai Ratiwatana Sonchat Ratiwatana |
| 13.03. | Buenos Aires      | Copa Ciudad de Tigre                      | $ 050.000 +H | Sand          | Taro Daniel            | Máximo González Andrés Molteni        |
| 13.03. | Drummondville     | Challenger Banque Nationale Drummondville | $ 075.000    | Hartplatz (i) | Denis Shapovalov       | Sam Groth Adil Shamasdin              |
| 20.03. | Guadalajara       | Jalisco Open                              | $ 050.000 +H | Hartplatz     | Mirza Bašić            | Santiago González Artem Sitak         |
| 20.03. | Quanzhou          | International Challenger Quanzhou         | $ 050.000 +H | Hartplatz     | Thomas Fabbiano        | Hsieh Cheng-peng Peng Hsien-yin       |
| 28.03. | León              | Torneo Internacional Challenger León      | $ 075.000 +H | Hartplatz     | Adrián Menéndez        | Leander Paes Adil Shamasdin           |
| 28.03. | Saint-Brieuc      | Open Harmonie Mutuelle                    | € 043.000 +H | Hartplatz (i) | Jahor Herassimau       | Andre Begemann Frederik Nielsen       |

### April
| Datum  | Ort                 | Turnier                                | Preisgeld    | Belag       | Sieger Einzel          | Sieger Doppel                      |
| ------ | ------------------- | -------------------------------------- | ------------ | ----------- | ---------------------- | ---------------------------------- |
| 03.04. | Sophia Antipolis    | Verrazzano Open                        | € 064.000 +H | Sand        | Aljaž Bedene           | Tristan Lamasine Franko Škugor     |
| 03.04. | Panama-Stadt        | Visit Panama Cup Panama-Stadt          | $ 050.000 +H | Sand        | Rogério Dutra da Silva | Sergio Galdós Caio Zampieri        |
| 10.04. | Barletta            | Open Città della Disfida               | € 043.000 +H | Sand        | Aljaž Bedene           | Marco Cecchinato Matteo Donati     |
| 10.04. | San Luis Potosí     | San Luis Open Challenger Tour          | $ 050.000 +H | Sand        | Andrej Martin          | Roberto Quiroz Caio Zampieri       |
| 17.04. | Taipeh              | Santaizi Challenger                    | $ 125.000 +H | Teppich (i) | Lu Yen-hsun            | Marco Chiudinelli Franko Škugor    |
| 17.04. | Qingdao             | China International Challenger Qingdao | $ 125.000    | Sand        | Janko Tipsarević       | Gero Kretschmer Alexander Satschko |
| 17.04. | Sarasota            | Sarasota Open                          | $ 100.000    | Sand        | Frances Tiafoe         | Scott Lipsky Jürgen Melzer         |
| 24.04. | Anning              | Kunming Challenger                     | $ 150.000 +H | Sand        | Janko Tipsarević       | Dino Marcan Sam Weissborn          |
| 24.04. | Tallahassee         | Tallahassee Tennis Challenger          | $ 075.000    | Sand        | Blaž Rola              | Scott Lipsky Leander Paes          |
| 24.04. | Francavilla al Mare | Internazionali di Tennis d’Abruzzo     | € 043.000 +H | Sand        | Pedro Sousa            | Julian Knowle Igor Zelenay         |

### Mai
| Datum  | Ort             | Turnier                                   | Preisgeld    | Belag     | Sieger Einzel     | Sieger Doppel                              |
| ------ | --------------- | ----------------------------------------- | ------------ | --------- | ----------------- | ------------------------------------------ |
| 01.05. | Ostrava         | Prosperita Open                           | € 064.000 +H | Sand      | Stefano Travaglia | Jeevan Nedunchezhiyan Franko Škugor        |
| 01.05. | Savannah        | St. Joseph’s/Candler Savannah Challenger  | $ 075.000    | Sand      | Tennys Sandgren   | Peter Polansky Neal Skupski                |
| 01.05. | Gimcheon        | Gimcheon Open                             | $ 050.000 +H | Hartplatz | Thomas Fabbiano   | Marco Chiudinelli Teimuras Gabaschwili     |
| 08.05. | Aix-en-Provence | Open du Pays d’Aix                        | € 127.000 +H | Sand      | Frances Tiafoe    | Wesley Koolhof Matwé Middelkoop            |
| 08.05. | Seoul           | Lecoq Seoul Open                          | $ 100.000 +H | Hartplatz | Thomas Fabbiano   | Hsieh Cheng-peng Peng Hsien-yin            |
| 08.05. | Qarshi          | Karshi Challenger                         | $ 075.000 +H | Hartplatz | Jahor Herassimau  | Denys Moltschanow Serhij Stachowskyj       |
| 08.05. | Rom             | Garden Open                               | € 064.000 +H | Sand      | Marco Cecchinato  | Andreas Mies Oscar Otte                    |
| 15.05. | Busan           | Busan Open                                | $ 150.000 +H | Hartplatz | Vasek Pospisil    | Hsieh Cheng-peng Peng Hsien-yin            |
| 15.05. | Bordeaux        | BNP Paribas Primrose Bordeaux             | € 106.000 +H | Sand      | Steve Darcis      | Purav Raja Divij Sharan                    |
| 15.05. | Heilbronn       | Neckarcup                                 | € 064.000 +H | Sand      | Filip Krajinović  | Roman Jebavý Antonio Šančić                |
| 15.05. | Samarqand       | Samarkand Challenger                      | $ 075.000 +H | Sand      | Adrián Menéndez   | Laurynas Grigelis Zdeněk Kolář             |
| 22.05. | Mestre          | Venice Challenge Save Cup                 | € 043.000 +H | Sand      | João Domingues    | Ken Skupski Neal Skupski                   |
| 22.05. | Schymkent       | Shymkent Challenger                       | $ 050.000 +H | Sand      | Ričardas Berankis | Hans Podlipnik-Castillo Andrej Wassileuski |
| 29.05. | Vicenza         | Internazionali di Tennis Città di Vicenza | € 043.000 +H | Sand      | Márton Fucsovics  | Gero Kretschmer Alexander Satschko         |

### Juni
| Datum  | Ort           | Turnier                              | Preisgeld    | Belag     | Sieger Einzel         | Sieger Doppel                       |
| ------ | ------------- | ------------------------------------ | ------------ | --------- | --------------------- | ----------------------------------- |
| 05.06. | Prostějov     | Unicredit Czech Open                 | € 127.000 +H | Sand      | Jiří Veselý           | Guillermo Durán Andrés Molteni      |
| 05.06. | Surbiton      | AEGON Surbiton Trophy                | € 127.000    | Rasen     | Yūichi Sugita         | Marcus Daniell Aisam-ul-Haq Qureshi |
| 12.06. | Caltanissetta | Città di Caltanissetta               | € 127.000 +H | Sand      | Paolo Lorenzi         | Jamie Cerretani Max Schnur          |
| 12.06. | Nottingham    | AEGON Open Nottingham                | € 127.000 +H | Rasen     | Dudi Sela             | Ken Skupski Neal Skupski            |
| 12.06. | Lyon          | Open Sopra Steria de Lyon            | € 064.000 +H | Sand      | Félix Auger-Aliassime | Sander Gillé Joran Vliegen          |
| 12.06. | Lissabon      | Lisboa Belém Open                    | € 043.000 +H | Sand      | Oscar Otte            | Ruan Roelofse Christopher Rungkat   |
| 19.06. | Ilkley        | AEGON Ilkley Trophy                  | € 0127.000   | Rasen     | Márton Fucsovics      | Leander Paes Adil Shamasdin         |
| 19.06. | Fargʻona      | Fergana Challenger                   | $ 075.000 +H | Hartplatz | Ilja Iwaschka         | N. Sriram Balaji Vishnu Vardhan     |
| 19.06. | Poprad-Tatry  | Poprad-Tatry Challenger              | € 064.000 +H | Sand      | Cedrik-Marcel Stebe   | Mateusz Kowalczyk Andreas Mies      |
| 19.06. | Blois         | Internationaux de Tennis de Blois    | € 043.000 +H | Sand      | Damir Džumhur         | Sander Gillé Joran Vliegen          |
| 19.06. | Todi          | Internazionali di Tennis dell’Umbria | € 043.000 +H | Sand      | Federico Delbonis     | Steven De Waard Ben McLachlan       |
| 26.06. | Mailand       | Aspria Tennis Cup                    | € 043.000 +H | Sand      | Guido Pella           | Tomasz Bednarek David Pel           |

### Juli
| Datum  | Ort               | Turnier                                       | Preisgeld    | Belag     | Sieger Einzel           | Sieger Doppel                          |
| ------ | ----------------- | --------------------------------------------- | ------------ | --------- | ----------------------- | -------------------------------------- |
| 03.07. | Marburg           | Marburg Open                                  | € 043.000 +H | Sand      | Filip Krajinović        | Máximo González Fabrício Neis          |
| 03.07. | Recanati          | Guzzini Challenger                            | € 043.000 +H | Hartplatz | Viktor Galović          | Jonathan Eysseric Quentin Halys        |
| 10.07. | Braunschweig      | Sparkassen Open                               | € 127.000 +H | Sand      | Nicola Kuhn             | Julian Knowle Igor Zelenay             |
| 10.07. | Winnetka          | Nielsen Pro Tennis Championship               | $ 075.000    | Hartplatz | Akira Santillan         | Sanchai Ratiwatana Christopher Rungkat |
| 10.07. | Winnipeg          | Winnipeg National Bank Challenger             | $ 075.000    | Hartplatz | Blaž Kavčič             | Luke Bambridge David O’Hare            |
| 10.07. | Båstad            | Båstad Challenger                             | € 043.000 +H | Sand      | Dušan Lajović           | Tuna Altuna Václav Šafránek            |
| 10.07. | Medellín          | Claro Open Medellín                           | $ 050.000 +H | Sand      | Nicolás Jarry           | Darian King Miguel Ángel Reyes Varela  |
| 10.07. | Perugia           | Internazionali di Tennis Città di Perugia     | € 043.000 +H | Sand      | Laslo Đere              | Salvatore Caruso Jonathan Eysseric     |
| 17.07. | Astana            | President’s Cup                               | $ 125.000 +H | Hartplatz | Jahor Herassimau        | Toshihide Matsui Vishnu Vardhan        |
| 17.07. | Posen             | Poznań Open                                   | € 064.000 +H | Sand      | Alexei Watutin          | Guido Andreozzi Jaume Munar            |
| 17.07. | San Benedetto     | San Benedetto Tennis Cup                      | € 064.000 +H | Sand      | Matteo Berrettini       | Carlos Taberner Pol Toledo Bagué       |
| 17.07. | Scheveningen      | The Hague Open                                | € 064.000 +H | Sand      | Guillermo García López  | Sander Gillé Joran Vliegen             |
| 17.07. | Gatineau          | Challenger Banque Nationale de Gatineau       | $ 075.000    | Hartplatz | Denis Shapovalov        | Bradley Klahn Jackson Withrow          |
| 24.07. | Granby            | Challenger Banque Nationale de Granby         | $ 100.000    | Hartplatz | Blaž Kavčič             | Joe Salisbury Jackson Withrow          |
| 24.07. | Binghamton        | Levene Gouldin & Thompson Tennis Challenger   | $ 075.000    | Hartplatz | Cameron Norrie          | Denis Kudla Daniel Nguyen              |
| 24.07. | Cortina d’Ampezzo | Internazionali di Tennis di Cortina d’Ampezzo | € 064.000    | Sand      | Roberto Carballés Baena | Guido Andreozzi Gerald Melzer          |
| 24.07. | Prag              | Advantage Cars Prague Open                    | € 043.000 +H | Sand      | Andrej Martin           | Jan Šátral Sam Weissborn               |
| 24.07. | Tampere           | Aamulehti Tampere Open                        | € 043.000 +H | Sand      | Calvin Hemery           | Sander Gillé Joran Vliegen             |
| 31.07. | Biella            | Thindown Challenger Biella                    | € 106.500 +H | Sand      | Filip Krajinović        | Attila Balázs Fabiano de Paula         |
| 31.07. | Chengdu           | International Challenger Chengdu              | $ 125.000    | Hartplatz | Lu Yen-hsun             | N. Sriram Balaji Vishnu Vardhan        |
| 31.07. | Segovia           | Open Castilla y León – Villa de El Espinar    | € 085.000 +H | Hartplatz | Jaume Munar             | Adrián Menéndez Serhij Stachowskyj     |
| 31.07. | Lexington         | Kentucky Bank Tennis Championships            | $ 075.000    | Hartplatz | Michael Mmoh            | Alex Bolt Max Purcell                  |
| 31.07. | Liberec           | Svijany Open                                  | € 043.000 +H | Sand      | Pedro Sousa             | Laurynas Grigelis Zdeněk Kolář         |

### August
| Datum  | Ort           | Turnier                                       | Preisgeld    | Belag     | Sieger Einzel           | Sieger Doppel                              |
| ------ | ------------- | --------------------------------------------- | ------------ | --------- | ----------------------- | ------------------------------------------ |
| 07.08. | Jinan         | China International Challenger Jinan          | $ 150.000    | Hartplatz | Lu Yen-hsun             | Hsieh Cheng-peng Peng Hsien-yin            |
| 07.08. | Aptos         | Nordic Naturals Challenger                    | $ 100.000    | Hartplatz | Alexander Bublik        | Jonathan Erlich Neal Skupski               |
| 07.08. | Floridablanca | Claro Open Floridablanca                      | $ 050.000 +H | Sand      | Guido Pella             | Sergio Galdós Nicolás Jarry                |
| 07.08. | Portorož      | Zavarovalnica Sava Slovenia Open              | € 043.000 +H | Hartplatz | Serhij Stachowskyj      | Hans Podlipnik-Castillo Andrej Wassileuski |
| 14.08. | Santo Domingo | Milex Open                                    | $ 125.000    | Sand      | Víctor Estrella         | Juan Ignacio Londero Luis David Martínez   |
| 14.08. | Vancouver     | Odlum Brown Vanopen                           | $ 100.000    | Hartplatz | Cedrik-Marcel Stebe     | Jamie Cerretani Neal Skupski               |
| 14.08. | Cordenons     | Acqua Dolomia Tennis Cup                      | € 064.000 +H | Sand      | Elias Ymer              | Roman Jebavý Zdeněk Kolář                  |
| 14.08. | Meerbusch     | Bucher Reisen Tennis Grand Prix               | € 043.000 +H | Sand      | Ricardo Ojeda Lara      | Kevin Krawietz Andreas Mies                |
| 21.08. | Manerbio      | Internazionali di Manerbio – Trofeo Dimmidisì | € 043.000 +H | Sand      | Roberto Carballés Baena | Romain Arneodo Hugo Nys                    |
| 28.08. | Como          | Torneo Città di Como                          | € 043.000 +H | Sand      | Pedro Sousa             | Sander Arends Antonio Šančić               |
| 28.08. | Quito         | Challenger en los Andes – Quito               | $ 050.000 +H | Sand      | Nicolás Jarry           | Marcelo Arévalo Miguel Ángel Reyes Varela  |

### September
| Datum  | Ort                 | Turnier                                | Preisgeld    | Belag         | Sieger Einzel         | Sieger Doppel                             |
| ------ | ------------------- | -------------------------------------- | ------------ | ------------- | --------------------- | ----------------------------------------- |
| 04.09. | Genua               | AON Open                               | € 127.000 +H | Sand          | Stefanos Tsitsipas    | Tim Pütz Jan-Lennard Struff               |
| 04.09. | Sevilla             | Copa Sevilla                           | € 064.000 +H | Sand          | Félix Auger-Aliassime | Pedro Cachín Íñigo Cervantes              |
| 04.09. | Alphen aan den Rijn | Tean International                     | € 043.000 +H | Sand          | Jürgen Zopp           | Botic van de Zandschulp Boy Westerhof     |
| 04.09. | Bogotá              | Milo Open Bogotá                       | $ 050.000 +H | Sand          | Marcelo Arévalo       | Marcelo Arévalo Miguel Ángel Reyes Varela |
| 04.09. | Zhangjiagang        | International Challenger Zhangjiagang  | $ 050.000 +H | Hartplatz     | Jason Jung            | Gao Xin Zhang Zhizhen                     |
| 11.09. | Stettin             | Pekao Szczecin Open                    | € 127.000 +H | Sand          | Richard Gasquet       | Wesley Koolhof Artem Sitak                |
| 11.09. | Istanbul            | American Express – Istanbul Challenger | $ 075.000 +H | Hartplatz     | Malek Jaziri          | Andre Begemann Jonathan Eysseric          |
| 11.09. | Banja Luka          | Banja Luka Challenger                  | € 043.000 +H | Sand          | Maximilian Marterer   | Marin Draganja Tomislav Draganja          |
| 11.09. | Cary                | Atlantic Tire Championships            | $ 050.000 +H | Hartplatz     | Kevin King            | Marcelo Arévalo Miguel Ángel Reyes Varela |
| 11.09. | Shanghai            | Road to the Rolex Shanghai Masters     | $ 075.000    | Hartplatz     | Wu Yibing             | Toshihide Matsui Yi Chu-huan              |
| 18.09. | Columbus            | Columbus Challenger                    | $ 075.000    | Hartplatz (i) | Ante Pavić            | Dominik Koepfer Denis Kudla               |
| 18.09. | Gwangju             | Gwangju Challenger                     | $ 050.000 +H | Hartplatz     | Matthias Bachinger    | Chen Ti Ben McLachlan                     |
| 18.09. | Izmir               | İzmir Cup                              | € 064.000    | Hartplatz     | Illja Martschenko     | Scott Clayton Jonny O’Mara                |
| 18.09. | Sibiu               | Sibiu Open                             | € 043.000 +H | Sand          | Cedrik-Marcel Stebe   | Marco Cecchinato Matteo Donati            |
| 25.09. | Orléans             | Open d’Orléans                         | € 127.000 +H | Hartplatz (i) | Norbert Gombos        | Guillermo Durán Andrés Molteni            |
| 25.09. | Tiburon             | Wells Fargo Tiburon Challenger         | $ 100.000    | Hartplatz     | Cameron Norrie        | André Göransson Florian Lakat             |
| 25.09. | Rom                 | BFD Challenger                         | € 043.000 +H | Sand          | Filip Krajinović      | Martin Kližan Jozef Kovalík               |

### Oktober
| Datum  | Ort                  | Turnier                                    | Preisgeld    | Belag         | Sieger Einzel          | Sieger Doppel                              |
| ------ | -------------------- | ------------------------------------------ | ------------ | ------------- | ---------------------- | ------------------------------------------ |
| 02.10. | Kaohsiung            | Kaohsiung OEC Open                         | $ 125.000 +H | Hartplatz (i) | Jewgeni Donskoi        | Sanchai Ratiwatana Sonchat Ratiwatana      |
| 02.10. | Monterrey            | Abierto GNP Seguros                        | $ 100.000 +H | Hartplatz     | Maximilian Marterer    | Christopher Eubanks Evan King              |
| 02.10. | Stockton             | Stockton Challenger                        | $ 100.000    | Hartplatz     | Cameron Norrie         | Brydan Klein Joe Salisbury                 |
| 02.10. | Almaty               | Almaty Challenger                          | $ 050.000 +H | Sand          | Filip Krajinović       | Timur Chabibulin Alexander Nedowessow      |
| 02.10. | Campinas             | São Paulo Challenger de Tênis              | $ 050.000 +H | Sand          | Gastão Elias           | Máximo González Fabrício Neis              |
| 09.10. | Taschkent            | Tashkent Challenger                        | $ 150.000 +H | Hartplatz     | Guillermo García López | Hans Podlipnik-Castillo Andrej Wassileuski |
| 09.10. | Fairfield            | Northbay Healthcare Men’s Pro Championship | $ 100.000    | Hartplatz     | Mackenzie McDonald     | Luke Bambridge David O’Hare                |
| 09.10. | Buenos Aires         | Copa San Cristobal                         | $ 050.000 +H | Sand          | Nicolás Kicker         | Ariel Behar Fabiano de Paula               |
| 09.10. | St. Ulrich in Gröden | Sparkasse Challenger                       | € 064.000    | Hartplatz (i) | Lorenzo Sonego         | Sander Arends Antonio Šančić               |
| 16.10. | Ningbo               | International Men’s Tennis Challenger      | $ 125.000    | Hartplatz     | Michail Juschny        | Radu Albot Jose Statham                    |
| 16.10. | Cali                 | Milo Open Cali                             | $ 050.000 +H | Sand          | Federico Delbonis      | Marcelo Arévalo Miguel Ángel Reyes Varela  |
| 16.10. | Ismaning             | Wolffkran Open                             | € 043.000 +H | Teppich (i)   | Yannick Hanfmann       | Marin Draganja Tomislav Draganja           |
| 16.10. | Las Vegas            | Las Vegas Tennis Open                      | $ 050.000 +H | Hartplatz     | Stefan Kozlov          | Brydan Klein Joe Salisbury                 |
| 23.10. | Brest                | Open Brest Arena Crédit Agricole           | € 106.000 +H | Hartplatz (i) | Corentin Moutet        | Sander Arends Antonio Šančić               |
| 23.10. | Ho-Chi-Minh-Stadt    | Vietnam Open                               | $ 050.000 +H | Hartplatz     | Michail Juschny        | Saketh Myneni N. Vijay Sundar Prashanth    |
| 23.10. | Lima                 | Lima Challenger                            | $ 050.000 +H | Sand          | Gerald Melzer          | Miguel Ángel Reyes Varela Blaž Rola        |
| 23.10. | Suzhou               | China International Suzhou                 | $ 075.000    | Hartplatz     | Miomir Kecmanović      | Gao Xin Sun Fajing                         |
| 23.10. | Traralgon            | Latrobe City Traralgon Challenger          | $ 075.000    | Hartplatz     | Jason Kubler           | Alex Bolt Bradley Mousley                  |
| 30.10. | Shenzhen             | Shenzhen Longhua Open                      | $ 075.000 +H | Hartplatz     | Radu Albot             | N. Sriram Balaji Vishnu Vardhan            |
| 30.10. | Canberra             | Apis Canberra International                | $ 075.000    | Hartplatz     | Matthew Ebden          | Alex Bolt Bradley Mousley                  |
| 30.10. | Charlottesville      | Men’s Tennis Championships Charlottesville | $ 075.000    | Hartplatz (i) | Tim Smyczek            | Denis Kudla Danny Thomas                   |
| 30.10. | Eckental             | Bauer Watertechnology Cup                  | € 043.000 +H | Teppich (i)   | Maximilian Marterer    | Sander Arends Roman Jebavý                 |
| 30.10. | Guayaquil            | Challenger Ciudad de Guayaquil             | $ 050.000 +H | Sand          | Gerald Melzer          | Marcelo Arévalo Miguel Ángel Reyes Varela  |

### November
| Datum  | Ort                  | Turnier                              | Preisgeld    | Belag         | Sieger Einzel     | Sieger Doppel                         |
| ------ | -------------------- | ------------------------------------ | ------------ | ------------- | ----------------- | ------------------------------------- |
| 06.11. | Bratislava           | Peugeot Slovak Open                  | € 106.000 +H | Hartplatz (i) | Lukáš Lacko       | Ken Skupski Neal Skupski              |
| 06.11. | Mouilleron-le-Captif | Internationaux de Tennis de Vendée   | € 085.000 +H | Hartplatz (i) | Elias Ymer        | Andre Begemann Jonathan Eysseric      |
| 06.11. | Montevideo           | Uruguay Open                         | $ 075.000 +H | Sand          | Pablo Cuevas      | Romain Arneodo Fernando Romboli       |
| 06.11. | Knoxville            | Knoxville Challenger                 | $ 075.000    | Hartplatz (i) | Filip Peliwo      | Leander Paes Purav Raja               |
| 06.11. | Kōbe                 | Hyogo Noah Challenger                | $ 050.000 +H | Hartplatz (i) | Stéphane Robert   | Ben McLachlan Yasutaka Uchiyama       |
| 13.11. | Brescia              | Internationali Città di Brescia      | € 043.000 +H | Teppich (i)   | Lukáš Lacko       | Sander Arends Sander Gillé            |
| 13.11. | Champaign            | JSM Challenger of Champaign-Urbana   | $ 075.000    | Hartplatz (i) | Tim Smyczek       | Leander Paes Purav Raja               |
| 13.11. | Pune                 | KPIT-MSLTA Challenger                | $ 050.000 +H | Hartplatz     | Yuki Bhambri      | Tomislav Brkić Ante Pavić             |
| 13.11. | Santiago de Chile    | Movistar Open by Cachantún           | $ 050.000 +H | Sand          | Nicolás Jarry     | Franco Agamenone Facundo Argüello     |
| 13.11. | Toyota               | Dunlop Srixon World Challenge        | $ 050.000 +H | Teppich (i)   | Matthew Ebden     | Max Purcell Andrew Whittington        |
| 20.11. | Hua Hin              | E@ Hua Hin Open Challenger           | $ 150.000    | Hartplatz     | John Millman      | Sanchai Ratiwatana Sonchat Ratiwatana |
| 20.11. | Bangalore            | Bengaluru Open                       | $ 100.000 +H | Hartplatz     | Sumit Nagal       | Michail Jelgin Divij Sharan           |
| 20.11. | Andria               | Andria e Castel del Monte Challenger | € 043.000 +H | Teppich (i)   | Uladsimir Ihnazik | Lorenzo Sonego Andrea Vavassori       |
| 20.11. | Rio de Janeiro       | Rio Tennis Classic                   | $ 050.000 +H | Sand          | Carlos Berlocq    | Máximo González Fabrício Neis         |

- 1 Turnierbeginn (ohne Qualifikation)
- 2 Das Kürzel +H (= hospitality) bedeutet, dass das betreffende Turnier die Spieler unterbringt
- 3 Das Kürzel „(i)“ (= indoor) bedeutet, dass das betreffende Turnier in einer Halle ausgetragen wird.

## Verteilung der Weltranglistenpunkte
Ein Überblick über die Punktverteilung der jeweiligen Challenger-Kategorien.
| Turnierkategorie | Gesamtsumme Preisgeld                         | S   | F  | HF | VF | AF | Zusätzliche Qualifikationspunkte |
| ---------------- | --------------------------------------------- | --- | -- | -- | -- | -- | -------------------------------- |
| Challenger       | $0150.000 +H €0127.000 +H                     | 125 | 75 | 45 | 25 | 10 | 5                                |
| Challenger       | $0150.000 $0125.000 +H €0127.000 €0106.000 +H | 110 | 65 | 40 | 20 | 09 | 5                                |
| Challenger       | $0125.000 $0100.000 +H €0106.000 €0085.000 +H | 100 | 60 | 35 | 18 | 08 | 5                                |
| Challenger       | $0100.000 $0075.000 +H €0085.000 €0064.000 +H | 090 | 55 | 33 | 17 | 08 | 5                                |
| Challenger       | $0075.000 €0064.000                           | 080 | 48 | 29 | 15 | 07 | 3                                |
| Challenger       | $0050.000 +H €0043.000 +H                     | 080 | 48 | 29 | 15 | 06 | 3                                |

- Erklärung Kopfzeile: S = Sieger; F = (unterlegener) Finalist; HF = Halbfinale erreicht (und dann ausgeschieden); VF = Viertelfinale; AF = Achtelfinale
- +H = Turniere, die zusätzlich zum Preisgeld die Unterkunft für die Spieler tragen, werden in die jeweils nächsthöhere Preisgeldkategorie gestuft.
- Paare im Doppel erhalten keine Punkte vor dem Viertelfinale.